# Acacia ancistrophylla
Acacia ancistrophylla é uma espécie de leguminosa do gênero Acacia, pertencente à família Fabaceae.